# 1915 في تركيا
فيما يلي قوائم الأحداث التي وقعت خلال عام 1915 في تركيا.

## أحداث
- 24 أبريل – مذابح الأرمن
- 25 أبريل – حملة جاليبولي

## مواليد

### يناير
- 1 يناير – تورغوت أتاكول لاعب كرة سلة تركي.
- 1 يناير – حسن بولاتكان سياسي تركي.

### مارس
- 13 مارس – مليح جودت أنضاي

### يونيو
- 6 يونيو – عذراء أرهات كاتبة تركية.

### ديسمبر
- 20 ديسمبر – عزيز نيسين كاتب تركي.

## وفيات

### فبراير
- 7 فبراير – جميلة سلطان (مواليد 1843)

### أغسطس
- 19 أغسطس – توفيق فكرت (مواليد 1867)